# Lars Mortimer
Lars Mortimer (né le 22 mars 1946 à Sundsvall et mort le 25 août 2014 à Alfta) est un auteur de bande dessinée suédois. Il est surtout connu pour les aventures humoristiques de l'élan anthropomorphe Hälge (sv), débutées en 1991.

## Distinction
- 2002 : Prix Adamson du meilleur auteur suédois pour l'ensemble de son œuvre